# 楚病毒属
楚病毒属（学名：Chuvivirus）为楚病毒科的一个属。

## 下属物种
本属包括以下物种：
- Chuvivirus brunnichi
- Chuvivirus canceris